# Mike Hailwood
Stanley Michael Bailey "Mike" Hailwood (n. 2 aprilie 1940 – d. 23 martie 1981) a fost un pilot englez de motociclete, unul dintre puținii piloți care a avut succes și în Formula 1.
1. 1 2  Michael Hailwood, Autoritatea BnF
2. 1 2  Mike Hailwood, Store norske leksikon
3. 1 2  Mike Hailwood, Find a Grave, accesat în 9 octombrie 2017
4. 1 2  Mike Hailwood, Salzburgwiki